# ですです。
『ですです。』は、鹿児島放送で2019年4月5日から毎週金曜 9:55 - 10:30（日本標準時）に生放送されている鹿児島県向けの生活情報番組である。

## 概要
『かごとき』に代わる鹿児島県向けのローカル生活情報番組として放送開始。前番組は月 - 木曜日の放送であったが、本番組は金曜日のみの放送となる。
鹿児島県内のグルメやお出かけ、ニュースなどの旬の話題を紹介する。

## 出演者
○は出演時点で鹿児島放送アナウンサー。

### MC
- 田中早苗○
- 福田大二朗○
- 北﨑千香子○ - 産休に伴い一時的に出演を休止中。

### リポーター
- 松原啓
- 迫田さおり
- 鹿野未涼
- 宮内ありさ

### コメンテーター
- 酒井綱一郎（フリージャーナリスト）

### 気象予報士
- 中崎賢治